# John Wesley (Prediger)

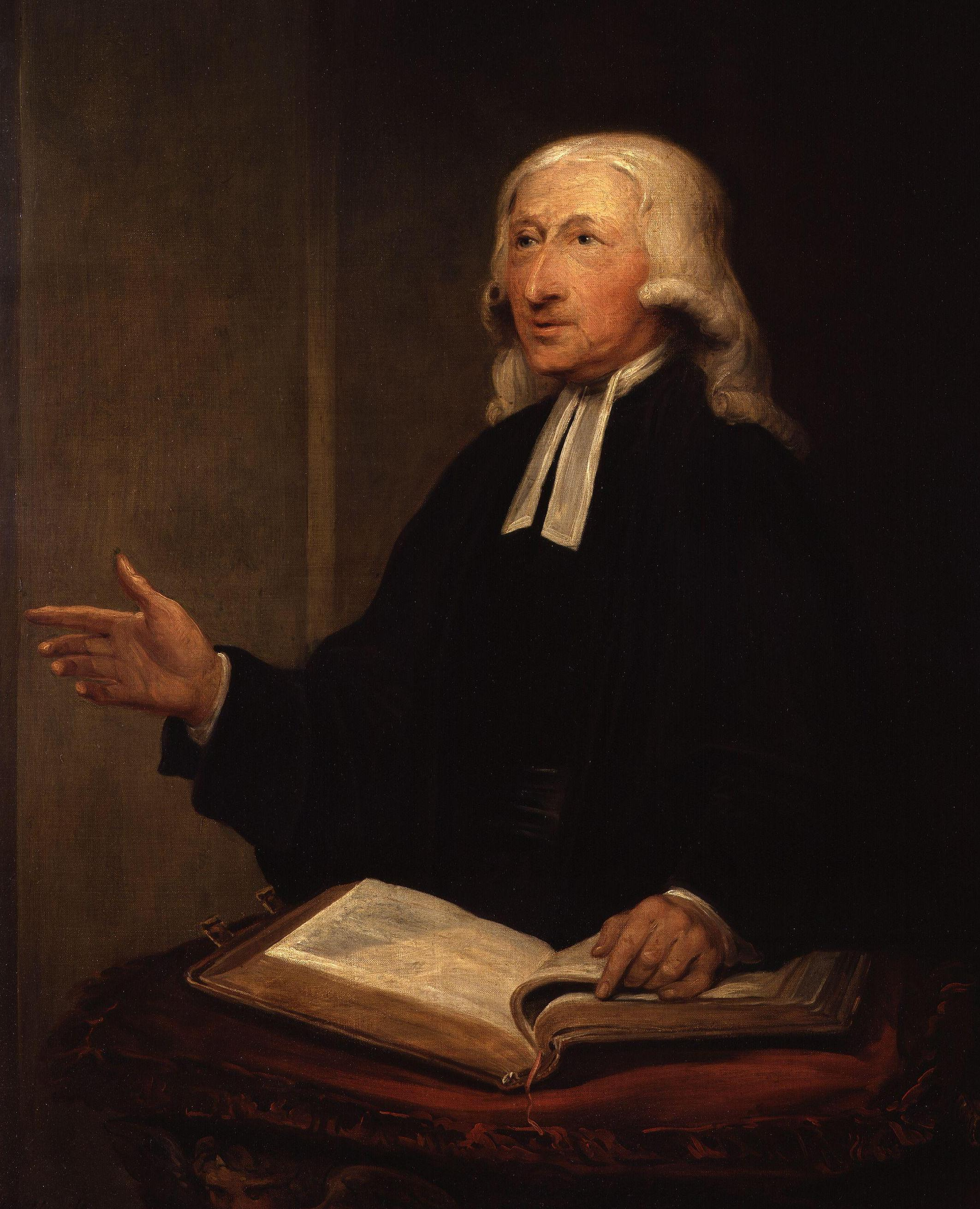
John Wesley (1703–1791)

John Wesley [dʒɒn ˈwɛsli] (* 17. Junijul. / 28. Juni 1703greg. in Epworth, North Lincolnshire, England; † 2. März 1791 in London) war ein englischer Erweckungsprediger, der auch in Nordamerika tätig war. Obwohl er und sein jüngerer Bruder Charles Wesley in der anglikanischen Kirche fest verankert waren, wurden sie mit ihrem Freund George Whitefield die Begründer der methodistischen Bewegung.

## Leben

### Kindheit und Jugend

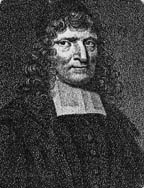
Der prominente puritanische Pfarrer Samuel Annesley war John Wesleys Großvater mütterlicherseits

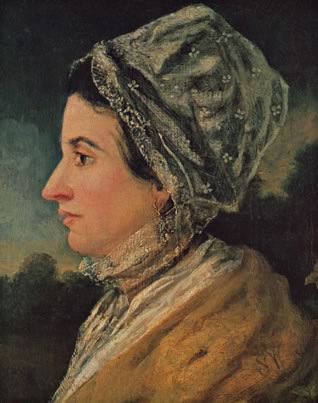
Susanna Wesley, Mutter von John Wesley

John Wesley wurde am 17. Juni 1703 in Epworth in Lincolnshire geboren, als fünfzehntes von neunzehn Kindern. Sein oft pedantischer und streitlustiger, hochkirchlich und konservativ eingestellter Vater, Samuel Wesley, kam aus einer anglikanischen Pfarrerdynastie. Sein Vater und sein Großvater wurden wegen puritanischer Neigungen aus ihren Pfarreien vertrieben. Seine Mutter, Susanna Wesley, geborene Annesley, war die Tochter des prominenten puritanischen Pfarrers Samuel Annesley und eine für ihre Zeit ungewöhnlich gebildete, dazu sehr fromme Frau. Mit dreizehn Jahren befasste sie sich intensiv mit den kirchlichen und dogmatischen Kontroversen ihrer Zeit, entschloss sich selbständig, der anglikanischen Kirche beizutreten, und setzte bei ihrem Vater durch, dass sie in dieser konfirmiert wurde.
Mit fünf Jahren wurde John im letzten Moment aus dem brennenden Elternhaus gerettet, ein Erlebnis, das ihm bis ins Alter in lebhafter Erinnerung blieb.
Die Mutter vermittelte allen Kindern – nur neun von 19 Kindern überlebten die Kindheit – eine gute Erziehung und Bildung, die jeweils mit fünf Jahren in der Küche begann. Wegen Johns Rettung aus dem Feuer hatte sie ein besonderes Augenmerk auf ihn. 1714, mit 11 Jahren, kam er nach Godalming in die Charterhouse School, die er fünf Jahre besuchte. Mit 17 Jahren wurde er nach Oxford in das Christ Church-College geschickt. Starken Eindruck auf ihn machten die Lektüre von Thomas von Kempens Nachfolge Christi und Taylors Heiliges Leben und Sterben. 1725 erhielt er von Bischof Potter die Weihe zum Diakon und wurde Vikar in Epworth, wo er aufgewachsen war.
In Oxford gründete sein Bruder Charles mit den zwei Mitstudenten Robert Kirkham und William Morgan im Januar 1729 den Holy Club, in dem sie sich zum Bibelstudium und vertieftem geistlichen Leben zusammenfanden. Nachdem John sich ihnen angeschlossen hatte, wurde er sehr schnell der Leiter und Organisator der Gruppe. Sie studierten täglich drei Stunden das Neue Testament, fasteten zweimal wöchentlich, besuchten Gefangene, Kranke und Arme und spendeten alles Geld, das sie nicht unbedingt zum Lebensunterhalt brauchten. Die Gruppe, wegen ihres methodisch geführten Gemeinschaftslebens spöttisch „Methodisten“ genannt, vergrößerte sich. 1728 erhielt John die Ordination zum anglikanischen Priester und wirkte als Dozent am Lincoln College der Universität Oxford. Im November 1729 soll am Pembroke College in Oxford das Great Awakening, die erste Erweckungsbewegung Englands begonnen haben, die dann später auch nach Nordamerika überschwappte. 1735 bekehrte sich auch George Whitefield und trat der Methodistengruppe um Wesley bei.

### In Amerika 1735 bis 1737 und Bekehrung 1738
Im April 1735 starb John Wesleys Vater. Danach ging er mit seinem Bruder Charles für zwei Jahre mit der Society for the Propagation of the Gospel als Missionar nach Georgia auf Anraten von John Burton und auf Einladung des Generals und Gouverneurs James Oglethorpe, um die Kolonialisten und Indianer mit dem Evangelium zu erreichen. Auf der Überfahrt nach Amerika schloss er sich einer Gruppe der Herrnhuter Brüdergemeine um Nikolaus Ludwig Graf von Zinzendorf an. Einer davon, David Nitschmann, erteilte ihm Deutschunterricht auf dem Schiff. Er war tief beeindruckt, als diese, Männer, Frauen und Kinder, während eines fürchterlichen Seesturms ruhig ihre Psalmen sangen, während die Engländer auf dem Schiff in Panik gerieten. Ein Lied der Brüdergemeine, das von Wesley ins Englische übersetzt wurde, ist Ich habe nun den Grund gefunden, der meinen Anker ewig hält von Johann Andreas Rothe, einem engen Mitarbeiter Zinzendorfs.
Am 2. Februar 1736 kamen die Wesleys in St. Simons Island an. Sie waren in ihrem missionarischen und pastoralen Dienst in Fort Frederica und Savannah streng gegen sich selbst und andere, was sie äußerst unbeliebt machte. Es führte im August 1737 zu einem Haftbefehl gegen sie, so dass sie im Dezember 1737 flüchten mussten. Zudem hatte John eine kurze, unglückliche Beziehungsepisode mit Sophia Hopkey, der Tochter des Stadtpräsidenten von Savannah.

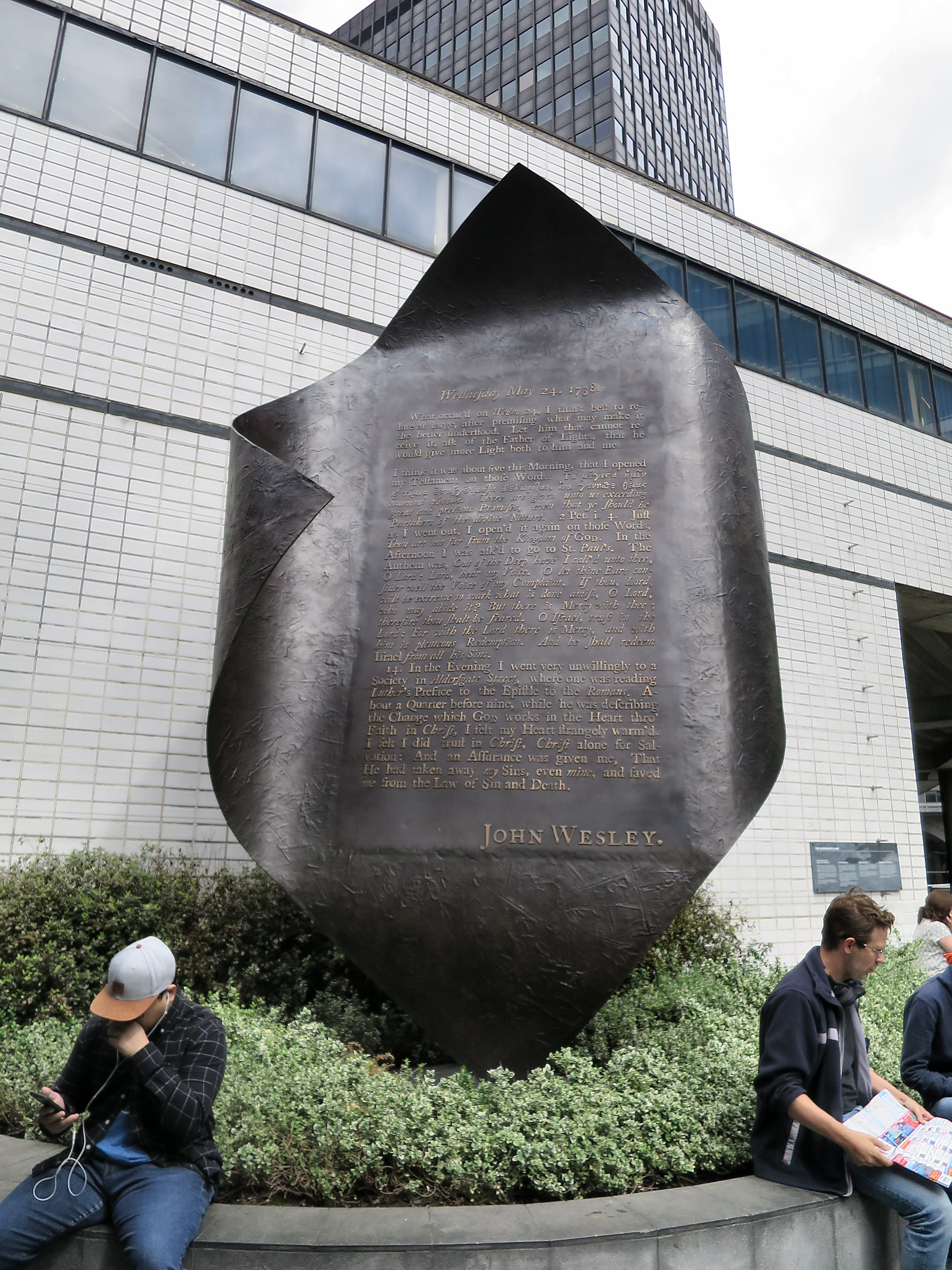
Aldersgate Flame zur Erinnerung an die persönliche Bekehrung am 24. Mai 1738

Zurück in England waren sie niedergeschlagen und entmutigt. Zuerst hatte Charles und wenige Tage später auch John ein Bekehrungserlebnis, das sie von einem unbefriedigten kirchlich-dogmatischen Christentum zu einer vollständigen Heilsgewissheit durch die Annahme der Gnade Gottes und Rechtfertigung aus Glauben kommen ließ. John konnte den Zeitpunkt bis auf die Viertelstunde genau angeben, als er am 24. Mai 1738 unter dem Eindruck der Vorrede Martin Luthers zum Römerbrief in der Londoner Herrnhuter Brüdergemeine (englisch: Fetter Lane Society) an der Aldersgate Street eine persönliche Ergriffenheit erlebte, die seine spätere Theologie stark beeinflusste. Beide nahmen an, dass nun der Heilige Geist von ihrer Seele Besitz ergriffen hätte und sie nun fröhliche Nachfolger Christi sein können. John pflegte weiter enge Beziehungen mit den Herrnhutern, insbesondere mit David Nitschmann und August Gottlieb Spangenberg, und wurde von ihrer engen Beziehung zu Gott und Gemeinschaft in Kleingruppen stark beeinflusst. Im August 1738 reiste er nach Frankfurt am Main, Marienborn und Herrnhut, um die Brüdergemeine besser kennenzulernen. Einerseits gewann er tiefe Einsichten, andererseits stießen ihn gewisse Eigentümlichkeiten ab. 1740 war er soweit glaubensmäßig gewachsen und gereift, dass er sich mit Zinzendorf bezüglich unterschiedlicher Meinungen zum Umgang mit Glaubenskrisen, Gnadenmittel, Abendmahl und Heiligung anlegte, entzweite und einen eigenständigen Glaubensweg gehen konnte.

### Arbeit als Evangelist, Prediger und Organisator
Nach dem Besuch in Herrnhut und durch die Ermutigung seines Mitstreiters George Whitefield entwickelte er eine intensive evangelistische Tätigkeit, beginnend als Freiluft-Prediger in Kingswood und Bristol, wo er den Bergarbeitern vor ihren Kohleminen predigte. Aus seinen peinlich genau geführten Tagebüchern ist ersichtlich, dass er unermüdlich von Stadt zu Stadt, von Dorf zu Dorf ritt und täglich vier bis fünf Predigten hielt. Dies blieb so bis zu seinem Tod – er soll insgesamt 40.000 Predigten gehalten haben, oft vor Tausenden von Zuhörern. Der Inhalt war: Umkehr, Sündenvergebung, Heilsgewissheit, Wiedergeburt, dies alles unter Betonung von Christi Heilstat am Kreuz.
Seine Predigten lösten nicht durchwegs Zustimmung aus, sondern auch Widerstand und Einschränkungen. Am 4. Juli 1745 wurde gegen ihn ein Haftbefehl ausgestellt, weil er sein Versprechen gebrochen hatte, einen Monat lang nicht mehr in Cornwall zu predigen. Er wurde auch wegen Anstiftung zum Aufruhr angeklagt, weil seine religiösen Ideen und Predigten gesellschaftliche und politische Auswirkungen andeuteten. 1749 wurde er von einem wütenden Mob in die Straßen von Bolton verfolgt, im nahen Saal hielt er dann eine eindringliche Rede, die sie ruhig werden und umstimmen ließ.
Unter den Zeitgenossen berühmt waren vor allem seine Predigten im Gwennap Pit unweit des Städtchens Gwennap in Cornwall, einem natürlichen Amphitheater, wo er am 6. September 1762 erstmals predigte. Dorthin kehrte er bis 1789 17 Mal zurück. Im Gwennap Pit erlebte er 1773 die größte Zuhörerschar seines Lebens: 32.000 Bergleute und Bauern.
John Wesley war nicht nur ein guter Prediger und Theologe, sondern auch ein begabter Organisator und Leiter: Er fasste die Menschen, die nach seinen Predigten ihr Leben ändern wollten, in kleinen Gruppen, den sogenannten Klassen (englisch: class meetings), zusammen, die sich durch Bibelstudium, Gebet, Einzelseelsorge und gegenseitige Rechenschaftspflicht im Glauben, in der Nachfolge Christi und in der Heiligung unterstützten. Da viele anglikanische Geistliche von seinen neuen Methoden eher bedroht und nicht überzeugt waren, ernannte er Laienprediger und organisierte jährliche Konferenzen (englisch: camp meetings), um sich über die methodistische Glaubenslehre in Theorie und Praxis auszutauschen. Um die neue methodistische Bewegung weiter auf ein Ziel hin und in geordnete Bahnen lenken zu können, verfasste er 1743 The Nature, Design, and General Rules of Our United Societies (deutsch: Die Art, Formen und Regeln für unsere vereinigten Gemeinschaften). Diese konkreten Wegleitungen und Regeln waren ein Meilenstein zur Gründung einer eigenen Kirche. Im Jahr darauf, am 25. Juni 1744, fand eine wichtige Jahreskonferenz in den Kings Foundry statt, das heute zu Moorsfield gehört.
Viele der durch Wesley geschulten Prediger übersiedelten früher oder später in die amerikanischen Kolonien, kehrten jedoch nach der Unabhängigkeitserklärung 1776 größtenteils nach England zurück. Weil der anglikanische Bischof von London einige dieser Prediger nicht ordinieren wollte, setzte Wesley 1784 die verbliebenen Prediger offiziell ein und machte die Gemeinschaften (englisch: societies) unabhängig von jeglicher Kontrolle durch die anglikanische Kirche, der Church of England, was letztlich zur Gründung der methodistischen Kirche führte.

### Arbeit als Sozialreformer
Von Anfang an hatte Wesley einen ausgeprägten Sinn, um für Gerechtigkeit einzustehen, Armut zu bekämpfen und sozial-diakonische Tätigkeiten auszuüben. Bereits 1761 gewährte er Sarah Crosby als erster Frau eine Genehmigung fürs Predigen. Er kämpfte für Reformen im Gefängniswesen und für die Abschaffung der Sklaverei. 1774 verfasste er Gedanken über die Sklaverei, dass Freiheit ein Naturgesetz sei. Er richtete Volksbibliotheken ein und sammelte Geld zum Aufbau von vorbildlichen Schulen. Er richtete Darlehenskassen zur Selbsthilfe ein. Ferner kümmerte er sich um die Volksgesundheit, indem er eine Poliklinik und Armenapotheken gründete, Bücher über Volksmedizin verfasste und – angeregt durch Benjamin Franklins „electric treatment machine“ – die Elektrotherapie mittels „electric shock machines“ zur Heilung diverser Krankheiten, vor allem zur Behandlung nervöser Störungen, einführte. Er hielt Elektrizität für die „Seele des Universums“, für eine Art Feuer, das das Blut im menschlichen Körper in Wallung bringt – interessant insofern, als ja auch die direkte Einwirkung des heiligen Geistes auf die menschliche Seele ein zentraler Aspekt seiner Lehre war.
Seine Sozialwerke finanzierte er aus dem Erlös seiner Schriften, während er selbst sehr sparsam lebte. Noch kurz vor seinem Tod, am 24. Februar 1791, schrieb er einen Brief an den Sklavenbefreier William Wilberforce, worin er die Rechtlosigkeit der Sklaven als Schurkerei bezeichnete und ihn zum weiteren Kampf gegen die Sklaverei ermutigte.

### Tod
Er starb am 2. März 1791 in London und wurde im City Road Chapel cemetery beerdigt.
Zur Zeit seines Todes gab es 294 Methodistenprediger und 71668 Mitglieder in Großbritannien, 19 Missionare und 5300 Mitglieder bei Missionsstationen und 198 Prediger und 43265 Mitglieder in Nordamerika.

## Familie
Wesley war von 1751 bis 1781 verheiratet mit Mary Molly Vazeille, einer Witwe, sie hatten keine eigenen Kinder. Die Ehe verlief eher unglücklich und teilweise in Trennung vor allem wegen der Eifersucht seiner Frau auf die vielen weiblichen Anhänger von Wesley, die führende Stellungen in der Bewegung der Methodisten innehatten.

## Theologie, Ethik und Lebenspraxis
Das religiöse Denken in Bezug auf die Ziele ist bei John Wesley prozesshaft angelegt und von praktischer Natur. Das Hauptgewicht liegt nicht auf Meinungen und Lehren, sondern auf Gesinnung und Lebensführung.
John Wesley hat keine systematische Theologie hinterlassen und noch weniger seine Anhänger auf eine Sonderlehre verpflichtet, aber er hat deutliche Akzente gesetzt, die bis heute für die methodistischen Kirchen wesentlich sind.
- John Wesley vertrat entschieden die Lehre der allgemeinen und freien Gnade Gottes im Gegensatz zur calvinistischen Lehre von der doppelten Prädestination. Dieser Unterschied in der Lehre war es auch, der John Wesley und George Whitefield 1739 theologisch trennte, obwohl sie sich die größte Hochachtung entgegenbrachten. Eine Annäherung erfolgte bereits 1742, und 1743 waren sie wieder versöhnt, so dass sie in den Gemeinschaften des anderen predigen konnten. Gemeinsam und mit finanzieller Hilfe von Lady Huntington gründeten sie ein College und eine Predigerschule in Wales. Als Whitefield im Jahr 1770 in Nordamerika starb, hielt Wesley in den beiden Londoner Kirchen Whitefields einen äußerst wertschätzenden Nachruf, der als Lehrpredigt N° 53 erhalten ist.[30]
- Nach John Wesley ist jene allgemeine Gnade Gottes in Jesus Christus eine dem menschlichen Hören und Glauben vorlaufende Gnade. Glaube ist das Ja des Menschen zu jener Gnade und lässt diese wirksam werden.
- Wesley dachte ökumenisch – ihm ging es um die Sammlung und innere Einheit aller Christen.
- Christsein war für ihn weder eine bloße innere Herzensangelegenheit noch eine bloß formale Sache, sondern Form, Dienst, Verantwortung und Organisation.
- Wesley war einer der ersten, der die Auffassung vertrat, dass Mission die Aufgabe der Christen in der modernen Welt sei.
- Er verband verständliche Predigt und theologische Klarheit. Selbst ein hochgebildeter Mann, forderte er auch von seinen Laienpredigern eine überzeugende Bildung.
- Er verband Heilsfreude und Heiligungsernst auf eine einzigartige Weise mit missionarischer und diakonischer Aktivität. Dazu gehörten für ihn die Schritte der Liebe zu Gott und den Mitmenschen, eine Christusgesinnung, Gottesfurcht, Wiederherstellung der Gottesebenbildlichkeit des Menschen, fortwährende Hingabe an den Willen Gottes und ein lebendiges Opfer für Gott sein, damit Gott Geist, Seele und Körper heiligen kann und Menschen von der Sünde erlöst werden. Heiligung, die in der Regel der Rechtfertigung folgt und ihr nachgeordnet ist, nahm eine wichtige Stellung in seinem Denken und Glauben ein, was in differenzierten Begriffen zum Ausdruck kam: vollständige Heiligung (englisch: entire sanctification), ganze Rettung (full salvation), zweiter Segen (second blessing), zweite Chance (second chance), vollkommene Liebe (perfect love), reine Liebe (pure love) und Heiligkeit (holiness). Trotzdem wusste er auch um die bleibende Fehlbarkeit des Menschen und seine sündhafte Natur, und er lehnte einen übertriebenen menschlichen Perfektionismus ab, weil absolute Heiligkeit nur Gott zustehe.[31]

Im sogenannten The New Room Bristol, dem ältesten Versammlungsraum der Methodisten in Bristol, ist sein Manifest, seine kurzen, praktischen Ratschläge und Handlungsanweisungen, an einer Wand sinngemäß festgehalten:
1. Freigiebigkeit verringert die Kluft zwischen Reichen und Armen, (aus Predigt 28, 1747).
2. Hilfe zur Selbsthilfe: Verhilf jedem zu einer Arbeit, (1753/1773).
3. Hilf den Ärmsten – auch dabei, einen Lohn zu erhalten, von dem sie leben können, (aus Predigt 47, 1754/1760).
4. Biete Kindern die bestmögliche Erziehung und Bildung an, (aus Lektionen für Kinder, 1746).
5. Hingabe an andere hat das Potenzial, einen Unterschied zu machen und Menschen freizusetzen, (Zusammenfassung nach seinem Tod).
6. Liebe ist Toleranz bei Meinungsunterschieden, (aus Predigt 39, 1749/1750).
7. Frauen sind gleich zu behandeln wie Männer, weil auch sie nach dem Bild Gottes geschaffen sind, (aus Predigt 98, 1786).
8. Arme und Reiche sind leer und bedürftig und leben nicht von Gewinn und Konsum, (aus Predigt 126, 1790).
9. Fördere Eigenverantwortung und Selbständigkeit und beende alle Formen von Unterdrückung und Sklaverei, (1774).
10. Vermeide alle gewaltsamen und kriegerischen Auseinandersetzungen, (1757).
11. Erzähle allen von der Liebe Gottes, denn die Welt ist unsere Gemeinde, (aus einem Brief, 1739).
12. Tue alles zum Wohl der Menschen und der Schöpfung, (aus Predigt 60, 1781).

Und er legte folgende Grundregeln bezüglich Gelderwerb und dessen Verwendung fest:
1. Erwirb so viel du kannst.
2. Spare so viel wie möglich.
3. Gib alles, was du hast.

Weiter glaubte er, wie viele seiner Zeitgenossen, fest an Gespenster, stellte sie auf die gleiche Stufe wie Engel und sah im Geisterglauben einen Beleg dafür, dass die menschliche Seele unsterblich sei. In seinen Tagebüchern berichtet er von Geistererscheinungen und Wundern, die er und seine Anhänger erlebt haben. Sein unerschütterlicher Glaube an derartige Erscheinungen rührt von Erlebnissen in seinem Vaterhaus her, in dem angeblich der Poltergeist Old Jeffery sein Unwesen trieb. Als Zwanzigjähriger berichtet er in einem Brief an seine Mutter von einem Haus, das von Gespenstern heimgesucht wurde. Ein weiterer Geist soll einer gewissen Mrs. Barnesley zu jenem Zeitpunkt auf freiem Felde erschienen sein, als ihre Mutter starb. Angesichts der rein materialistischen Weltanschauung, die sich in weiten Kreisen bis hinein in die Kirche von England ausgebreitet hatte, sah Wesley in solchen Erscheinungen ein wichtiges Argument gegen den Deismus und den Atheismus. In diesem Zusammenhang konnte er sogar schreiben, dass ein Leugnen von Hexerei einem Leugnen der biblischen Wahrheiten gleichkäme: „giving up witchcraft is, in effect, giving up the Bible“.
Wesley glaubte fest an göttliche Führung. In seinen jüngeren Jahren ließ er bei zahlreichen wichtigen Entscheidungen, die zu treffen waren, nach biblischem Vorbild das Los entscheiden, was zu tun sei, um so die Entscheidung Gottes Willen zu überlassen. Auch schlug er zu Beginn seiner Predigten oft die Bibel zufällig irgendwo auf, weil er überzeugt war, Gott weise ihm so die Stelle an, über die es am jeweiligen Tag zu predigen galt. Wesley orientierte sich hierbei an der Herrnhuter Praxis, für jeden Tag einen Bibelspruch auszulosen, der für den jeweiligen Tag als religiöse Leitlinie galt. Er beschäftigte sich auch viel mit der Deutung von Träumen. Ein Traum wurde besonders bekannt als Wesleys Traum.
In seinen späteren, reiferen Jahren distanzierte sich Wesley allerdings ausdrücklich von schwärmerischen Auffassungen und verwies insbesondere auf die Bibel: „Verlass dich nicht auf Visionen oder Träume, auf plötzliche Eingebungen oder starke Gemütsbewegungen irgendeiner Art! Bedenke: Nicht durch solche Dinge sollst du ‚Gottes Willen‘ bei bestimmten Gelegenheiten erkennen, sondern durch Anwendung der klaren biblischen Regel mithilfe der Erfahrung und der Vernunft und unter dem ständigen Beistand des Geistes Gottes!“

## Gedenktage
- evangelisch: 2. März im Evangelischen Namenkalender der EKD[39] und dem Kalender der Evangelisch-Lutherischen Kirche in Amerika (ELCA).[40]
- anglikanisch: 24. Mai (zusammen mit Charles Wesley)[41]

## Schriften (Auswahl)
- Collection of Hymns, for the Use of the People Called Methodists.
- The Nature, Design, and General Rules of Our United Societies, 1743.
- A Plain Account of Christian Perfection as Believed and Taught by the Reverend Mr. John Wesley from the year 1725, to the year 1777, Erstausgabe 1743.
  - Eine klare Darstellung der christlichen Vollkommenheit wie John Wesley sie glaubte und lehrte, Neopubli GmbH, Berlin 2018, ISBN 978-3-7467-7921-8.
- Sermons of John Wesley, 1746.
  - Wesley-Predigten, Hrsg. von Johann Wilhelm Ernst Sommer und Theophil Mann, Anker Verlag, Frankfurt a. M. 1950.
  - Die 53 Lehrpredigten, 9 Bände, Christliches Verlagshaus, Stuttgart 1986–1992, ISBN 3-7675-7301-6.
  - Lehrpredigten. Neuübersetzung zum 225. Todestag von John Wesley, übersetzt und hrsg. von Manfred Marquardt und Michael Nausner, Edition Ruprecht, Göttingen 2016, ISBN 978-3-8469-0248-6.
- Book of Discipline, 1784.
- The Journal of John Wesley, 1789.
  - Das Tagebuch John Wesleys, Hrsg. von Augustine Birrell. Herold-Verlag, Frankfurt a. M. 1970; und mit Einleitung von Hugh Price Hughes, Kommentar von Augustine Birrell, hrsg. von Percy Livingstone Parker, Hänssler Verlag, Holzgerlingen 2000, ISBN 3-7751-3597-9.
- Über allem die Liebe: ein Brevier, Hrsg. von Gotthard Falk, 4. und überarbeitete Auflage, Edition Ruprecht, Göttingen 2013, ISBN 978-3-8469-0144-1.